# Lycomorphoides
Lycomorphoides is een kevergeslacht uit de familie van de boktorren (Cerambycidae). De wetenschappelijke naam van het geslacht werd voor het eerst geldig gepubliceerd in 1970 door Linsley.

## Soorten
Lycomorphoides is monotypisch en omvat slechts de volgende soort:
- Lycomorphoides simulans Linsley, 1970